# Orontium aquaticum
Oronce
Espèce
Classification phylogénétique
Orontium aquaticum, l’Oronce, est une espèce nord-américaine de plantes aquatiques de la famille des Araceae. Cette espèce est utilisée comme plante ornementale. 

## Répartition et habitat
Orontium aquaticum est originaire de l'Est des États-Unis et se rencontre entre autres dans les États suivants : Floride, Kentucky, Louisiane, Massachusetts, Mississippi, New York, Caroline du Nord, Caroline du Sud, Tennessee, Texas, Virginie-Occidentale. Elle est naturalisée en Suède où elle pourrait devenir envahissante.
Cette plante est présente sur les rives des lacs, des plans d'eau et des cours d'eau peu profonds, préférant les biotopes acides.

## Description

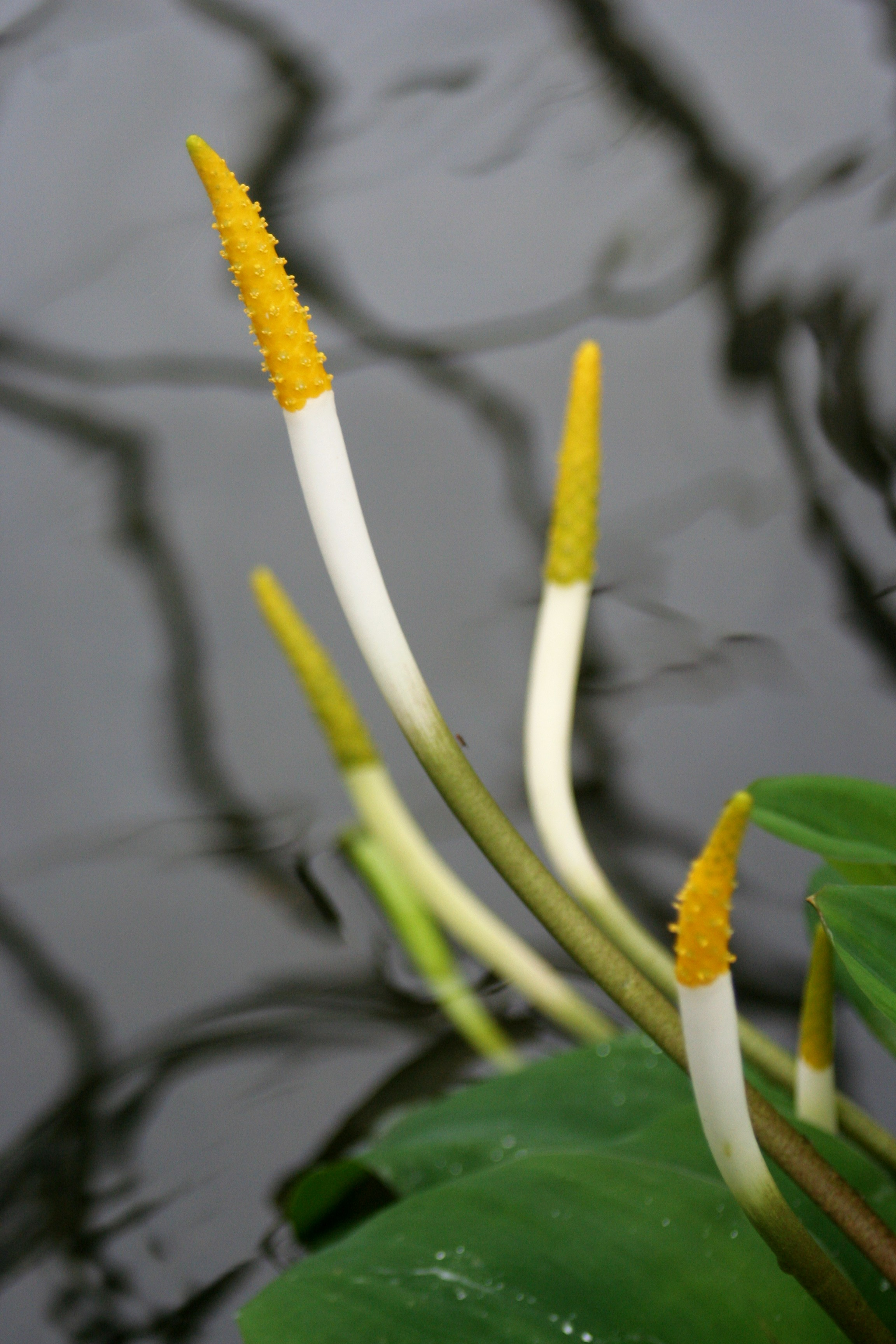
Inflorescences d’Orontium aquaticum.

Les inflorescences sont constituées d’un spadice jaune or sur une hampe blanche renflée à son extrémité. Ces fleurs très originales, qui rappellent des bougies allumées ne possèdent apparemment pas de spathe. En réalité, leur spathe très réduite est rapidement caduque. L'oronce prospère en eau peu profonde (30 à 50 cm).
Si elle n'est pas plantée assez profondément, elle peut souffrir du gel intense. Comme elle est à croissance lente, il faudra attendre souvent plusieurs années avant d'obtenir une floraison abondante. L'oronce craint la concurrence des autres plantes du bassin. Il est dès lors préférable de lui réserver une place dégagée où elle sera en outre bien mise en valeur. Sa multiplication est possible par semis ou division prudente de la souche au printemps car les racines sont fragiles et cassantes.

## Systématique
Le nom correct complet (avec auteur) de ce taxon est Orontium aquaticum L..
Ce taxon porte en français le nom vernaculaire ou normalisé suivant : Oronce, Bougie d'eau, Plante à bougie (au Québec).
Orontium aquaticum a pour synonymes :
- Amidena undulata Raf.
- Aronia aquatica (L.) Baill.
- Orontium angustifolium Raf.
- Orontium aquaticum f. natans Glück
- Orontium aquaticum f. terrestre Glück
- Orontium vaginatum Raf.
- Pothos ovatus Walter